# Капсульная нейронная сеть
Капсульная нейронная сеть (англ. capsule neural network, CapsNet) — архитектура искусственных нейронных сетей, которая предназначена для распознавания изображений.
Главными преимуществами данной архитектуры является существенное снижение размеров необходимой для обучения выборки, а также повышение точности распознавания и устойчивость к атакам типа «белый ящик». Ключевым нововведением капсульных нейросетей является наличие так называемых капсул — элементов, являющихся промежуточными единицами между нейронами и слоями, которые представляют собой группы виртуальных нейронов, отслеживающих не только отдельные детали изображения, но и их расположение друг относительно друга. Данная архитектура была задумана Джеффри Хинтоном в 1979 году, сформулирована в 2011 году и опубликована в двух статьях в октябре 2017 года.